# 23e cérémonie des Saturn Awards
La 23e cérémonie des Saturn Awards, récompensant les films et séries télévisées américaines fantastiques sortis en 1996, s'est tenue le 23 juillet 1997.

## Palmarès
Les lauréats sont indiqués en gras et en première position de chaque catégorie.

### Cinéma

#### Meilleur film de science-fiction
- Independence Day
  - L'île du docteur Moreau (The Island of Dr. Moreau)
  - Los Angeles 2013 (Escape from L.A.)
  - Mars Attacks!
  - Le Pire contre-attaque (Mystery Science Theater 3000: The Movie)
  - Star Trek : Premier Contact (Star Trek: First Contact)

#### Meilleur film fantastique
- Cœur de dragon
  - Matilda
  - Pinocchio
  - Le bossu de Notre-Dame
  - James et la pêche géante
  - Le professeur Foldingue
  - Phénomène

#### Meilleur film d'horreur
- Scream
  - Dangereuse alliance
  - Dellamorte Dellamore
  - Fantômes contre fantômes
  - Relic
  - Sang-froid

#### Meilleur film d'action / aventure / thriller
- Fargo
  - Bound
  - Mission: Impossible
  - La rançon
  - Rock
  - Twister

#### Meilleure réalisation
- Roland Emmerich pour Independence Day
  - Tim Burton pour Mars Attacks!
  - Joel Coen pour Fargo
  - Wes Craven pour Scream
  - Jonathan Frakes pour Star Trek : Premier Contact (Star Trek: First Contact)
  - Peter Jackson pour Fantômes contre fantômes (The Frighteners)

#### Meilleur acteur
- Eddie Murphy dans Le professeur Foldingue
  - Michael J. Fox dans Fantômes contre fantômes
  - Jeff Goldblum pour le rôle de David Levinson dans Independence Day
  - Bill Paxton dans Twister
  - Will Smith pour le rôle de capitaine Steven « Steve » Hiller dans Independence Day
  - Patrick Stewart dans Star Trek: Premier contact

#### Meilleure actrice
- Neve Campbell pour le rôle de Sidney Prescott dans Scream
  - Geena Davis dans Au revoir à jamais
  - Gina Gershon dans Bound
  - Helen Hunt dans Twister
  - Frances McDormand pour Fargo
  - Penelope Ann Miller dans Relic

#### Meilleur acteur dans un second rôle
- Brent Spiner dans Star Trek : Premier Contact
  - Jeffrey Combs dans Fantômes contre fantômes
  - Edward Norton dans Peur primale
  - Joe Pantoliano dans Bound
  - Brent Spiner pour le rôle du Dr Brackish Okun dans Independence Day
  - Skeet Ulrich pour le rôle de Billy Loomis dans Scream

#### Meilleure actrice dans un second rôle
- Alice Krige dans Star Trek : Premier Contact
  - Pam Ferris dans Matilda
  - Fairuza Balk dans Dangereuse alliance
  - Drew Barrymore pour le rôle de Casey Becker dans Scream
  - Glenn Close dans Les 101 dalmatiens
  - Vivica A. Fox pour le rôle de Jasmine Dubrow dans Independence Day
  - Jennifer Tilly dans Bound

#### Meilleur(e) jeune acteur ou actrice
- Lucas Black dans Sling blade
  - Kevin Bishop dans L'Île au trésor des Muppets
  - Lukas Haas pour Mars Attacks!
  - James Duval pour le rôle de Miguel Casse dans Independence Day
  - Jonathan Taylor Thomas dans Pinocchio
  - Mara Wilson dans Matilda

#### Meilleur scénario
- Scream – Kevin Williamson
  - Bound – les Wachowski
  - Fantômes contre fantômes – Fran Walsh et Peter Jackson
  - Independence Day – Dean Devlin et Roland Emmerich
  - Mars Attacks! – Jonathan Gems
  - Star Trek: Premier contact – Brannon Braga et Ronald D. Moore

#### Meilleure musique
- Mars Attacks! – Danny Elfman
  - Cœur de dragon – Randy Edelman
  - Fantômes contre fantômes – Danny Elfman
  - Independence Day – David Arnold
  - Rock – Nick Glennie-Smith, Harry Gregson-Williams et Hans Zimmer
  - Star Trek : Premier Contact – Jerry Goldsmith

#### Meilleurs costumes
- Star Trek: Premier contact – Deborah Everton
  - Cœur de dragon – Thomas Casterline et Anna B. Sheppard
  - Independence Day – Joseph A. Porro
  - Los Angeles 2013 – Robin Michel Bush
  - Mars Attacks! – Colleen Atwood
  - Roméo + Juliette – Kym Barrett

#### Meilleurs maquillages
- Rick Baker et David LeRoy Anderson pour Le professeur Foldingue
  - Rick Baker et Richard Taylor pour Fantômes contre fantômes
  - Stan Winston et Shane Mahan pour L'île du docteur Moreau
  - Jenny Shircore et Peter Owen pour Mary Reilly
  - Michael Westmore, Scott Wheeler et Jake Garber pour Star Trek: Premier contact
  - Greg Cannom pour La Peau sur les os

#### Meilleurs effets spéciaux
- Independence Day – Volker Engel, Clay Pinney, Douglas Smith et Joe Viskocil
  - Coeur de dragon (Dragonheart) – Scott Squires, James Straus, Phil Tippett et Kit West
  - Fantômes contre fantômes (The Frighteners) – Charlie McClellan, Wes Takahashi et Richard Taylor
  - Mars Attacks! – David Andrews, Michael L. Fink, Michael Lantieri et Jim Mitchell (Industrial Light & Magic, Warner Digital Studios)
  - Star Trek : Premier Contact (Star Trek: First Contact) – John Knoll (Industrial Light & Magic)
  - Twister – Stefen Fangmeier, John Frazier, Henry LaBounta et Habib Zargarpour

### Télévision et vidéo

#### Meilleure sortie vidéo
- The Arrival
  - La machine
  - Necronomicon: Book of Dead
  - La Revanche de Pinocchio
  - Tremors 2 : Les Dents de la Terre
  - Within the Rock

#### Meilleur acteur télé
- Kyle Chandler dans Demain à la une
  - Avery Brooks dans Star Trek: Deep Space Nine
  - Eric Close dans Dark Skies
  - David Duchovny dans X-files
  - Lance Henriksen dans Millennium
  - Paul McGann dans Doctor Who

#### Meilleure actrice télé
- Gillian Anderson dans X-files
  - Claudia Christian dans Babylon 5
  - Melissa Joan Hart dans Sabrina, l'apprentie sorcière
  - Lucy Lawless dans Xena la guerrière
  - Helen Shaver dans Poltergeist : Les Aventuriers du surnaturel
  - Megan Ward dans Dark Skies

#### Meilleure série diffusée sur les réseaux nationaux
- X-files
  - Dark Skies
  - Demain à la une
  - Millennium
  - Sliders
  - Les Simpson

#### Meilleure série diffusée sur le câble
- Au-delà du réel : L'aventure continue
  - Les nouvelles aventures de Robin des Bois
  - Babylon 5
  - Highlander
  - Poltergeist : Les Aventuriers du surnaturel
  - Star Trek: Deep Space Nine

#### Meilleur téléfilm, mini-série ou programme spécial
- Doctor Who
  - Alien Nation: The Enemy Within
  - The Beast
  - Le fantôme de Canterville
  - Les Voyages de Gulliver
  - La Loterie

### Special Award
- Star Wars (20e anniversaire)

#### George Pal Memorial Award
- Kathleen Kennedy

#### Lifetime Achievement Award
- Dino De Laurentiis
- John Frankenheimer
- Sylvester Stallone

#### President's Award
- Billy Bob Thornton

#### Service Award
- Edward Russell

## Statistiques

### Cinéma
- 2 nominations : Los Angeles 2013, L'île du docteur Moreau, Pinocchio, Dangereuse alliance, Relic, Rock
- 3 nominations : Matilda, Le professeur Foldingue (2 récompenses), Fargo (1 récompense)
- 4 nominations : Coeur de dragon (1 récompense), Twister
- 5 nominations : Bound
- 6 nominations : Scream (3 récompenses)
- 7 nominations : Mars Attacks! (1 récompense)
- 8 nominations : Fantômes contre fantômes
- 10 nominations : Star Trek: Premier contact (3 récompenses)
- 11 nominations : Independence Day (3 récompenses)

### Télévision
- 2 nominations : Star Trek: Deep Space Nine, Demain à la une (1 récompense), Millennium, Babylon 5, Doctor Who (1 récompense), Poltergeist : Les Aventuriers du surnaturel
- 3 nominations : Dark Skies, X-files (2 récompenses)